# Nagardaha
Nagardaha (en népalais : नगरदाहा) est un comité de développement villageois du Népal situé dans le district de Parsa. Au recensement de 2011, il comptait 3 583 habitants.